# Polypodium squamatum
Polypodium squamatum là một loài dương xỉ trong họ Polypodiaceae. Loài này được L. mô tả khoa học đầu tiên năm 1753.